# Coaster (Personentransportsystem)

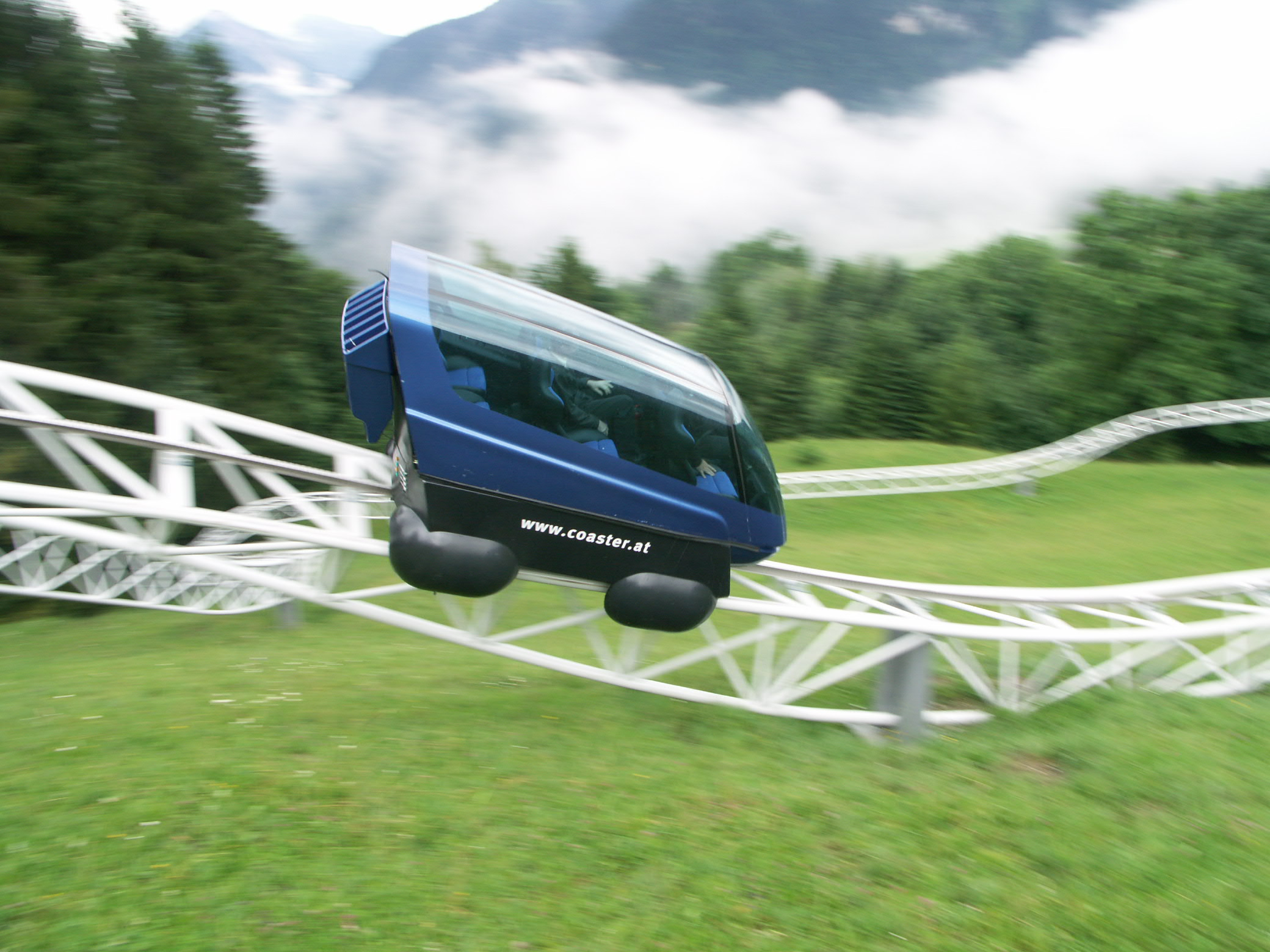
Mountain-Coaster

Der Coaster war ein Konzept für ein automatisches Personentransportsystem der Firma CityCoaster Verkehrssysteme AG. Ein Wagen des Coasters fasst vier bis acht Passagiere und fährt auf einem hochbahnähnlichen Schienensystem. Geplant war, die Antriebsenergie für die Elektromotoren in Batterien mit sich zu führen und die Wagen nur in den Stationen aufzuladen.
Der Coaster sollte als Personal-Rapid-Transit-System konzipiert sein, ein öffentliches Verkehrsmittel, welches nach Bedarf und nicht nach einem Fahrplan fährt. Die Fahrzeuge sollten für eher steile Strecken in den Bergen (bis 55 % Steigung) als auch für flachere, dafür schnellere Strecken in der Ebene (z. B. Vorstadtgebiete) ausgelegt sein. Das Fahrzeug-System sollte Kapazitäten bis zu etwa 2800 Personen pro Stunde und Fahrtrichtung und Spitzengeschwindigkeiten von rund 80 km/h erreichen. Keiner der technischen Werte wurde im Probebetrieb auch nur annähernd erreicht.

## Realisierte Anlagen

Der Coaster im Dezember 2006 auf Probefahrt im verschneiten Arosa

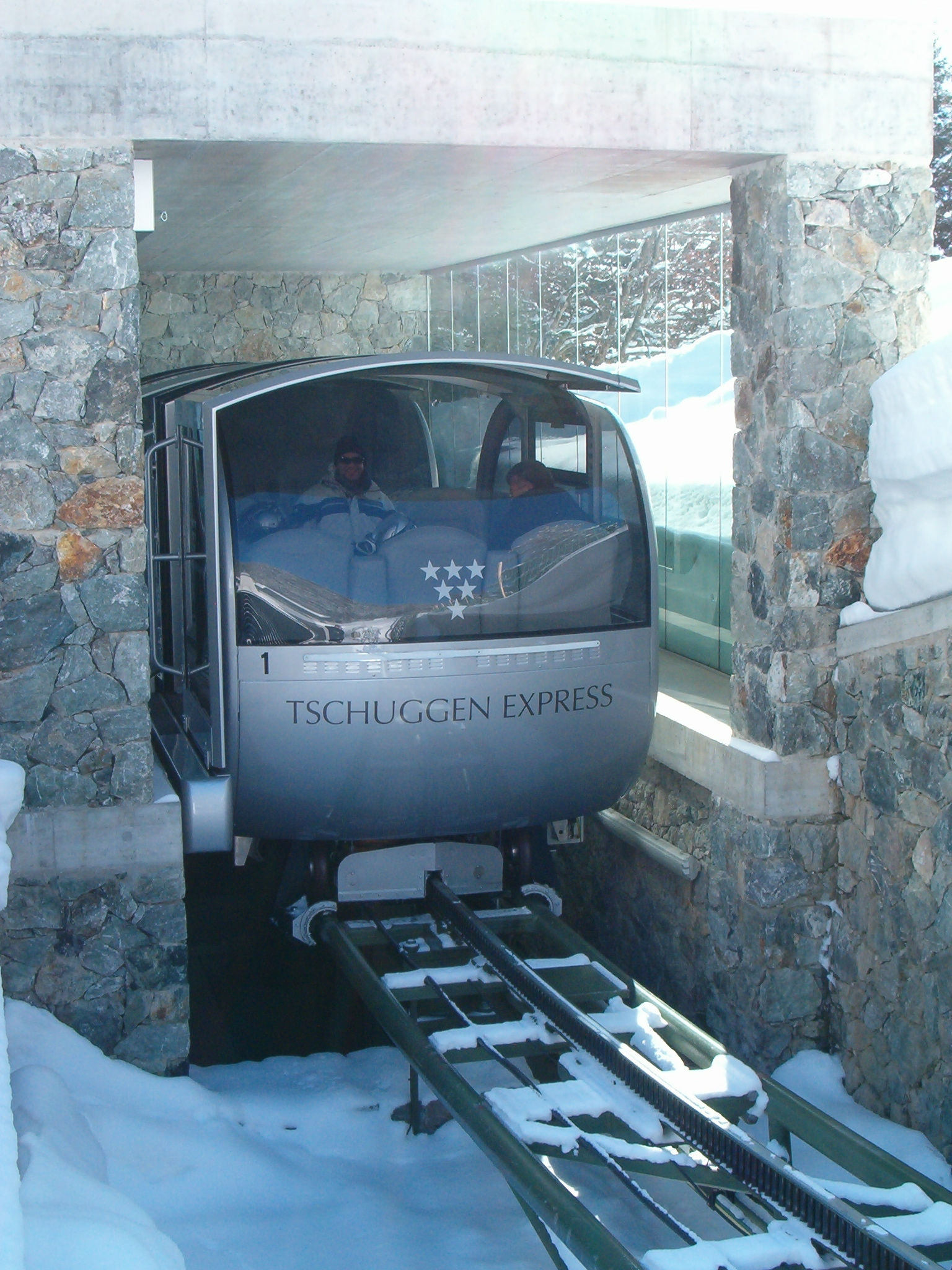
Talstation mit erster Generation Tschuggen Express, in Betrieb bis 2018

Die einzige kommerzielle Anlage stand 2007–2018 im schweizerischen Arosa und gehörte zum Tschuggen Grand Hotel. Der Start des Tschuggen Coasters musste aufgrund von Qualitätsmängeln am Schienensystem, Steuerungs- und Batterieproblemen mehrfach verschoben werden. Die Coaster Verkehrssysteme GmbH geriet durch die Gewährleistungsansprüche in Insolvenz, so dass sich die Hotelgruppe für die Überarbeitung und Inbetriebnahme des Systems mit der Firma Intamin Transportation Limited entschied. Die technische Leitung oblag den Arosa Bergbahnen.
Seit Mitte Februar 2009 lief die in Tschuggen Express umgetaufte Bergbahn mit Stromversorgung über eine Stromschiene. Mit den beiden nunmehr gekuppelt verkehrenden Wagen konnte die Bahn zwölf Hotelgäste direkt zum Tschuggen im Ski- und Wandergebiet von Arosa befördern. Sie überwand bei einer Strecke von 528 Metern 150 Höhenmeter mit bis zu 52 % Steigung. Mit einer Geschwindigkeit von bis zu vier Metern pro Sekunde bewältigte sie die Strecke in knapp zweieinhalb Minuten.
Die Anlage funktionierte nach dem Umbau weitgehend störungsfrei, und am 24. August 2015 beförderte der Tschuggen Express den 100.000-sten Fahrgast.
Die Bahn erwies sich trotz des Umbaus als zu aufwendig im Unterhalt, weshalb der Eigentümer nach rund zehn Jahren Betrieb beschloss, sie durch eine komplett neu gebaute Standseilbahn zu ersetzen. Am 20. Juli 2018 wurde der neue, von Steurer Seilbahnen gebaute Tschuggen Express eröffnet. Lediglich die Gebäude der Tal- und Bergstation sowie fast alle Fundamente der alten Stützen wurden wiederverwendet.
In Bürserberg (Vorarlberg) stand eine Testanlage mit etwa 300 Metern Länge. Diese wurde mittlerweile demontiert.